# جوناس بلین
نام یکی از شخصیت‌های سریال یگان
دنیس هایسبرت در نقش سرهنگ جوناس بلین رهبر عملیات‌های گروهاست که شخصیتی قاطع و مهربان دارد. او در طول سریال به زبان‌های مختلفی از جمله فارسی صحبت می‌کند.

## بررسی اجمالی کاراکتر
او رهبر گروه دلتا فورس است که شدیداً به آمریکا و آرمانهایش باور دارد.
جوناس به افراد جوان گروه کمک می‌کند و از خانواده‌های آنان حمایت می‌کند. در فصل دوم او به جرم خیانت به زندان می‌افتد.

## خانواده و فرزندان
مالی بلین در نقش همسر جوناس نقش آفرینی می‌کند. مالی هم مثل جوناس شخصیت رهبری دارد و همسران ارتشی او را به عنوان مدیر خود پذیرفته‌اند.

او فرزندی هم به نام بتسی دارد که در کنار خانواده زندگی نمی‌کند و در قسمت‌های محدودی از سریال حضور دارد.